# Wilson Jr.
Wilson Jr. war eine Indie-Rock-Band aus Würzburg mit Texten in deutscher Sprache.

## Geschichte
Wilson Jr. wurde im Sommer 2002 gegründet und bestand bis zur Auflösung im Juni 2012 in Originalbesetzung. Das Trio spielte drei offizielle Studio-Alben ein.
Der erste Longplayer mit dem Titel Introinvasion wurde im Sommer 2005 bei Produzent Mario Thaler (Sportfreunde Stiller, Slut, The Notwist, Console) in Weilheim (Oberbayern) aufgenommen und im April 2006 auf Consolidate Records (Edition der EMI Music Publishing Germany) im Vertrieb von Rough Trade veröffentlicht wurde. Im August 2008 kam dann das zweite Album von Wilson Jr. mit dem Titel Messer. Seele. Liebe. Licht. auf den Markt. Die Band behielt bei dieser Veröffentlichung Label, Verlag und Vertrieb bei, wechselte jedoch zu dem Produzenten Sven Peks (Letzte Instanz, Astra Kid, Jahcoustix).
Das dritte Album déjà-vu war seit dem 24. Februar 2012 erhältlich und das melodiöseste und eingängigste Werk des Trios. Aufgenommen wurden die Songs erneut bei Sven Peks, Verlag und Vertrieb blieben gleich, die Band wechselte allerdings zu dem Label Brainstorm.
Wilson Jr. machte sich deutschlandweit einen Namen durch ausgedehnte Live-Aktivitäten. So spielte die Band unter anderem bei den großen deutschen Open-Air-Festivals Rock am Ring und Rock im Park 2006 und fungierte als Vorgruppe von Szenegrößen wie Kettcar, Muff Potter, Schrottgrenze oder Hundred Reasons.
Der alleinige Blick auf die Geschichte der Formation unter dem Namen Wilson Jr. erfasst nicht den kompletten gemeinsamen Schaffensprozess der drei Musiker, die seit 1993 zusammenarbeiteten. Das Trio war seitdem Teil unterschiedlichster Formationen im Raum Mainfranken (Nordbayern). Der Sound von Wilson Jr. war als Resultat der Erprobung verschiedener Stilrichtungen in den Vorgänger-Bands zu verstehen. Die drei Musiker spielten Hardcore in der Formation Point of no Return (bestehend 1993 bis 1996), Emo-Rock mit der Band Ampersand (1997), California-Punkrock mit Clockwise from Top (1997 bis 1999) und deutschsprachigen Independent-Rock mit Patentblau 5 (1999 bis 2003).
Im Juni 2012 beschloss Wilson Jr. die Auflösung. Ausschlaggebend für den Schritt waren private Gründe. Die Musiker gingen ohne Streit auseinander. Sein letztes Konzert spielte das Trio auf dem Open-Air-Festival Umsonst & Draußen in der Heimatstadt Würzburg am 22. Juni 2012.

## Stil
Wilson Jr. verbanden stilistisch Einflüsse der so genannten Hamburger Schule (Bands wie Kettcar, Tomte etc.) mit US-typischem College-Rock. Während sich die Hamburger Schule eher textlich niederschlug, kam die amerikanische Komponente vor allem musikalisch zum Tragen.

## Diskografie

### Alben
- 2006: Introinvasion
- 2008: Messer. Seele. Liebe. Licht.
- 2012: déjà-vu

### Videos
- 2006: Kein Verfolger in Sicht
- 2012: Glück